# 24 Ursae Minoris
Désignations
24 Ursae Minoris (en abrégé 24 UMi) est une étoile de la constellation de la Petite Ourse, localisée à environ trois degrés du pôle nord céleste et à 23 minutes d'arc seulement de Delta Ursae Minoris (Yildun). L'étoile est visible à l’œil nu sous un ciel préservé de la pollution lumineuse avec une magnitude apparente de 5,76. D'après les mesures de parallaxe réalisées par le satellite Gaia, elle est distante de ∼ 159 a.l. (∼ 48,7 pc) de la Terre. C'est une étoile solitaire, qui ne possède pas de compagnon connu.

## Propriétés
24 Ursae Minoris est une étoile blanche de la séquence principale, âgée d'environ 60 millions d'années. C'est une étoile Am, un type d'étoile chimiquement particulière montrant des surabondances marquées de certains métaux, de type spectral kA2hA9mF0. Cette notation complexe indique que dans son spectre, la raie K du calcium est celle d'une étoile de type A2, que les raies de l'hydrogène de la série de Balmer sont celles d'une étoile de type A9, et que les raies métalliques sont celles d'une étoile de type F0.
L'étoile est 1,8 fois plus massive que le Soleil et son rayon est environ 1,7 fois plus grand que celui du Soleil. 24 Ursae Minoris est 9,3 fois plus lumineuse que l'étoile du Système solaire et sa température de surface est de 7 696 K. Elle est anormalement peu lumineuse (60 % de ce qui est attendu) pour une étoile de ce type, à moins qu'elle ne soit trop chaude pour une telle luminosité. Sa vitesse de rotation projetée est de 55 km/s.